# Grigori Jakowlewitsch Sokolnikow

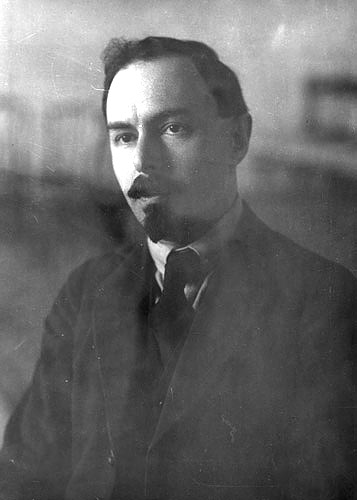
Grigori Sokolnikow

Grigori Jakowlewitsch Sokolnikow (russisch Григо́рий Я́ковлевич Соко́льников, geboren als Girsch Jankelewitsch Brilliant, russ. Гирш Я́ковлевич Бриллиа́нт; * 3. Augustjul. / 15. August 1888greg. in Romny, Gouvernement Poltawa, Russisches Kaiserreich; † 21. Mai 1939 in Werchneuralsk) war ein früher Bolschewik und sowjetischer Politiker.

## Leben
Sokolnikow wurde 1888 als Girsch (Hirsch) Jankelewitsch Brilliant als Sohn eines jüdischen Arztes in Romny im Gouvernement Poltawa geboren. Im Jahr 1905 schloss er sich den Bolschewiki in Moskau an und wurde 1908 nach Sibirien verbannt. Nach sechs Monaten flüchtete er zurück nach Moskau und von dort aus nach Paris, wo er an der Sorbonne studierte. Kurz nach der Februarrevolution 1917 kehrte er mit Lenin nach Russland zurück. Nach der Oktoberrevolution ersetzte er Leo Trotzki in Brest, unterschrieb 1918 als Bevollmächtigter Sowjetrusslands den Friedensvertrag von Brest-Litowsk und bereitete die Enteignung der russischen Banken vor. Während des Russischen Bürgerkrieges leitete er mehrere erfolgreiche Operationen gegen die Weiße Armee in Turkestan, so unter anderem gegen General Denikin.
Im April 1920 kehrte Sokolnikow nach Moskau zurück, wo er für die Prawda arbeitete. Nach dem Tod Swerdlows galt er als engster Gefolgsmann der Troika Trotzki-Sinowjew-Kamenew. Im gleichen Jahr nahm er am II. Weltkongress der Kommunistischen Internationale teil. Im November 1922 wurde er zum Volkskommissar für Finanzen ernannt. Unter seiner Ägide gelang es, den Rubel konvertibel zu machen. Dieser Umstand sowie der Aufschwung nach dem Ende des Russischen Bürgerkrieges brachten ihm den Ruf eines „sowjetischen Witte“ ein.
Daneben wurde er auf Beschluss des Politbüros des ZK im August 1923 zusammen mit Felix Dserschinski, Lew Kamenew, Juri Pjatakow, Karl Radek, Josef Stalin, Leo Trotzki und Georgi Tschitscherin in eine Kommission unter Leitung von Grigori Sinowjew zur Vorbereitung eines bewaffneten Aufstandes in Deutschland berufen (Deutscher Oktober). 1926 wechselte er als stellvertretender Vorsitzender zum Komitee für Wirtschaftsplanung. 1928 wurde er Vorsitzender des staatlichen Ölkonzerns.
1929 wurde Sokolnikow als Botschafter nach London entsandt. Weil sich König Georg V. wegen der Ermordung seines Cousins, des Zaren Nikolaus II., durch die Bolschewiki weigerte, ihn zu empfangen, wurde sein Beglaubigungsschreiben erst nach acht Tagen vom Kronprinzen Eduard entgegengenommen. Bereits zu diesem Zeitpunkt gab es erste Anzeichen von Misstrauen seitens der sowjetischen Führung gegenüber Sokolnikow.
1935 wurde Sokolnikow erster Stellvertreter des Volkskommissars für Forstwirtschaft. 1936 wurde er verhaftet und während der Moskauer Prozesse wegen angeblicher Mitgliedschaft in einem „sowjetfeindlichen trotzkistischen Zentrum“ zu zehn Jahren Gefängnis verurteilt. Im Mai 1939 wurde er von einem als Mithäftling getarnten NKWD-Mitarbeiter erschlagen, weil er sich anderen Häftlingen gegenüber über den Schauprozess-Charakter der Moskauer Prozesse äußerte.